# جيمس مونتجومري
جيمس مونتجومري هو ملحن كندي، ولد في 6 فبراير 1943.

## وصلات خارجية
- جيمس مونتجومري على موقع ميوزك برينز (الإنجليزية)
- جيمس مونتجومري على موقع ديسكوغز (الإنجليزية)